# Callajoppa cirrogaster
Callajoppa cirrogaster ist ein Hautflügler (Hymenoptera) aus der Familie der Schlupfwespen (Ichneumonidae). Erstbeschrieben wurde die Art 1781 vom deutschen Naturforscher und Geistlichen Franz de Paula von Schrank. Der Holotypus befindet sich in der entomologischen Sammlung des Staatlichen Naturkundemuseums Dänemarks in Kopenhagen.

## Etymologie
Der Erstbeschreiber Schrank bezeichnete die Schlupfwespen als „Raupentöter“ und die neu beschriebene Art mit dem binominal-wissenschaftlichen Namen Ichneumon cirrogaster, wobei er auch den deutschsprachigen Trivialnamen „Zitronengelber Raupentöter“ lieferte. Letzterer hat sich allerdings offenbar nicht durchgesetzt. Den aktuellen Gattungsnamen Calajoppa führte der britische Entomologe Peter Cameron im Jahr 1903 ein.

## Beschreibung

### Merkmale
Mit einer Körperlänge der adulten Tiere zwischen 20 und 27 Millimetern gehört Callajoppa cirrogaster zu den größeren Schlupfwespen. Unter ihren Tagmata zeichnet sich der nahezu gänzlich honiggelb gefärbte und im mittleren Bereich etwas abgeflachte Hinterleib (Abdomen) als deutlichstes Identifizierungscharakteristikum aus. Er ist über sein zweites, stielartig verlängertes Segment, den sogenannten Petiolus, mit der – von den Flügelansätzen abgesehen – schwarzen Brust (Thorax) verbunden, auf der ein leuchtend hellgelbes Scutellum sitzt. Der daran anschließende Kopf (Caput) weist eine bräunlich-gelbliche Farbgebung auf, wobei ringförmig um die Augen die gelben Akzente dominieren. Auch die Beine sind an den meisten der jeweils fünf Glieder durchgehend gelb; lediglich die Hüften (Coxae) der Hinterbeine sind dunkelbraun bis schwarz. Die Antennen erscheinen in der Regel farblich zweigeteilt in einen gelben proximalen und einen dunkelbraunen distalen Abschnitt. Transparente Gelbfärbung ist auch bei den Flügeln zu beobachten; sie werden allerdings zu den Rändern graduell dunkler.

### Lebensweise
Wie fast alle etwa 30.000 Schlupfwespenarten parasitiert auch Callajoppa cirrogaster holometabole Insekten und wie alle Arten der Gattung Callajoppa konzentriert sie sich dabei auf Schmetterlinge aus der Familie der Schwärmer (Sphingidae). Nachdem das Weibchen seine Eier mittels Ovipositor in die Schwärmerraupen gelegt hat, schlüpfen die Callajoppa-cirrogaster-Larven in diesen Wirtslarven, beeinträchtigen sie jedoch zunächst nicht. Sobald sich die Wirtslarven jedoch verpuppen, werden ihre lebensnotwendigen Organe von der nun als Endoparasitoid agierenden Callajoppa-cirrogaster-Larve gefressen. Als oft genutzte Wirte sind unter anderem der Lindenschwärmer (Mimas tiliae), das Abendpfauenauge (Smerinthus ocellata), der Kiefernschwärmer (Sphinx pinastri) sowie der Totenkopfschwärmer (Acherontia atropos) bekannt. Josef Scheffer nannte 1851 auch Trichiosoma lucorum aus der Familie der Keulhornblattwespen (Cimbicidae) als Wirt, dies wird in neuerer Literatur aber als unwahrscheinlich angesehen.
Schließlich schlüpfen die Imagines der Schlupfwespen aus den toten Schwärmerpuppen und fliegen zwischen Juli und September. Ihre Nahrung sind hauptsächlich Kohlenhydrate wie Zucker und Stärke, die beispielsweise durch das Lecken von Honigtau gewonnen werden.

### Verbreitungsgebiet und Lebensraum
Das exakte Verbreitungsgebiet der Art ist unbekannt. Sie ist jedoch kein Kosmopolit und kommt auch keineswegs in der kompletten Holarktis vor. Bestätigte Funde sind stattdessen nur aus Europa, Kanada, einigen nordwestrussischen Regionen sowie von den japanischen Inseln Honshū und Hokkaidō bekannt. In Europa erstreckt sich das Verbreitungsgebiet offenbar vom Osten Spaniens über Frankreich, Irland, England, die Niederlande, Belgien, Deutschland, Dänemark, die Schweiz, Österreich, Italien, mehrere mittelosteuropäische und Balkan-Staaten und das baltische Lettland bis nach Finnland sowie in den Westen der Ukraine. Callajoppa cirrogaster ist vorwiegend in Wäldern, an Waldrändern und in Parks anzutreffen – ihr Lebensraum richtet sich dabei nach jenem ihrer Wirte.